# 德拉皮亚
德拉皮亚（義大利語：Drapia），是意大利维博瓦伦蒂亚省的一个市镇。总面积21平方公里，人口2197人，人口密度104.6人/平方公里（2009年）。